# Elihu Phinney
Elihu Phinney (Connecticut, 1756 — 1813) foi o primeiro editor de Cooperstown, Nova Iorque. No início na década de 1790 viveu em Canaan, condado de Columbia, Nova Iorque, onde publicou o jornal Columbian Mercury, e o Canaan Repository of Rural Knowledge.
Phinney foi convidado a trabalhar em Cooperstown pelo juiz William Cooper, o rico empresário de terras que fundou a vila no condado de Otsego. Lá, em 1795, Phinney abriu um negócio de impressão e publicação. Em seu jornal semanal, The Otsego Herald ou, no Western Advertiser, Phinney escreveu que ele, "no inverno de 1793, penetrou em uma região desabitada, e abriu uma trilha, por meio de uma neve profunda, com seis equipes, na 'profundidade' do inverno, e foi recebido com uma cordialidade, beirando a homenagem".
Diz-se que James Fenimore Cooper, filho do juiz Cooper e futuro romancista, frequentou a loja de impressão de Phinney e ali, por sua própria satisfação, aprendeu a arte de formatação de textos. De fato, a filha de James Fenimore Cooper, Caroline, casou com o neto de Phinney, Henry Frederich Phinney, em 1849.
Logo no começo, através das suas publicações, Phinney deu apoio político para o federalista juiz Cooper, mas no final da primeira década do século XIX, Phinney começou a apoiar os republicanos, que até então tinha se tornado uma maioria no condado. Além de endossar os adversários políticos de Cooper, Phinney chegou a patrocinar uma petição para mudar o nome de Cooperstown para "Vila Otsego".
A empresa de Phinney contribuiu para a classificação de Cooperstown como um centro de grandes editoras durante a primeira metade do século XIX. Seus filhos, Henry e Elihu Phinney Jr., assumiram o negócio em 1813, após a morte de seu pai e se tornaram conhecidos por 138 edições da Bíblia que eles publicaram entre 1822 e 1848, quando sua empresa, H. & E. Phinney, mudou-se para Buffalo.
Uma cópia da edição "Autorizada" (isto é, do rei Jaime) da Bíblia de 1828, da editora H. & E. Phinney, contendo o Antigo e o Novo Testamento, bem como os livros apócrifos, foi usada pelo fundador mórmon Joseph Smith como uma base para sua "tradução" da Bíblia escrita entre 1830 e 1833.
Além de operar uma livraria em Cooperstown, os Phinneys vendiam livros (tanto os seus próprios, quanto os de outras editoras americanas) em grandes vagões e barcos de livros" no Canal de Erie, que ajudavam a expandir-se pela região ocidental do estado de Nova Iorque.
De 1833 a 1840, Elihu Phinney, Jr. ocupou o cargo de supervisor da Prefeitura Municipal de Otsego (na qual a Vila de Cooperstown está localizada). Henry Phinney mais tarde ocupou o cargo em 1850.
O nome de Elihu Phinney atualmente pode ser mais associado com o jogo de beisebol, do que com o negócio editorial. Alegou-se que Abner Doubleday, o suposto inventor do beisebol, regularmente jogava o jogo na fazenda de Phinney. Isto levou à compra do terreno para ser usado como um parque de beisebol hoje chamado de Campo Doubleday, que é o local do anual Hall of Fame Game.